# Estadio Raúl Saturnino Goyenola
Das Estadio Raúl Saturnino Goyenola ist ein Stadion in der uruguayischen Stadt Tacuarembó. Es wurde im Jahre 1955 erbaut und fasst heute 12.000 Zuschauer. Es wird zurzeit hauptsächlich als Fußballstadion genutzt. 
Der Fußballverein Tacuarembó FC trägt hier seine Heimspiele aus.